# Cryptostylis subulata
Cryptostylis subulata é uma espécie pertencente à família das orquídeas (Orchidaceae), que existem na Austrália e Nova Zelândia. São plantas terrestres glabras perenes; sem tubérculos, com longas raízes glabras carnosas; inflorescência racemosa, com flores que medem mais de quinze milímetros e não ressupinam, de cores pouco vistosas, com sépalas e pétalas reduzidas, parecidas mas ligeiramente diferentes, as pétalas menores; e labelo fixo e imóvel, muito maior que os outros segmentos; coluna curta e apoda com quatro polínias.

## Publicação e sinônimos
- Cryptostylis subulata (Labill.) Rchb.f., Beitr. Syst. Pflanzenk.: 15 (1871).

Sinônimos homotípicos:
- Malaxis subulata Labill., Nov. Holl. Pl. 2: 62 (1806).
- Cryptostylis longifolia R.Br., Prodr. Fl. Nov. Holl.: 317 (1810), nom. superfl.